# Blake Foster
Blake Anthony Foster (Northridge, Los Ángeles, California, 29 de mayo de 1985) es un exactor estadounidense, más conocido por su papel de Justin Stewart (Blue Ranger) en el show de televisión Power Rangers Turbo (1997), al igual que en series relacionadas. Su arte marcial favorito es karate.

## Series
- Power Rangers in Space (1998) .... Justin Stewart/Blue Turbo Ranger
- Power Rangers Turbo (1997) .... Justin Stewart/Blue Turbo Ranger
- The Robot Ranger (1997).... Justin Robot

## Películas
- Drifter TKD (2008) .... Jesse Tyler
- What's Stevie Thinking? (2007) (TV) .... Mark Lanalampi
- The Brady Bunch in the White House (2002) (TV) .... Peter Brady
- Kids World (2001) .... Ryan Mitchell
- Rusty: A Dog's Tale (1998) .... Jory
- Casper Meets Wendy (1998) (TV) .... Josh Jackman
- Turbo: A Power Rangers Movie (1997) .... Justin Stewart/Blue Turbo Ranger
- Above Suspicion (1995) .... Damon Cain
- Family Album (1994) (TV) .... Lionel joven
- Street Knight (1993) (no acreditado)